# Îles Curie
Les îles Curie sont un groupe d'îlots rocheux de l'archipel de Pointe-Géologie (terre Adélie), situé en mer Dumont-d'Urville (océan Austral) au large du continent antarctique.

## Description
Les îles Curie sont un groupe d'îlots rocheux situés à 2 400 m au nord-est de l'île des Pétrels et à 3 km au sud-ouest des îles Dumoulin.

## Histoire
Repérées sur les photos aériennes prises lors de l'Opération Highjump de l'US Navy en 1946-1947, elles sont cartographiées en 1950 par la 3e expédition antarctique française en terre Adélie. Elles  tiennent leur nom de la famille de physiciens et chimistes français Pierre Curie (1859-1906), Marie Curie (1867-1934) et Irène Joliot-Curie (1897-1956).
Les îles Curie ont été initialement baptisées îles Tardi, du nom de Pierre Tardi (1897-1972), astronome et géodésien français, alors directeur de l'École nationale des sciences géographiques ; mais ce toponyme n'a pas été entériné.